# جاي كرايغ رايت
جاي كرايغ رايت (بالإنجليزية: J. Craig Wright)‏ هو قاضي ومحامي أمريكي، ولد في 21 يونيو 1929 في تشيليكوث في الولايات المتحدة، وتوفي في 3 فبراير 2010 في بالم سبرينغس في الولايات المتحدة.